# Estação Ferroviária de Lardosa
A Estação Ferroviária de Lardosa é uma interface de caminhos de ferro da Linha da Beira Baixa, que serve a localidade de Lardosa, no Distrito de Castelo Branco, em Portugal.

## Descrição

### Localização e acessos
Esta interface situa-se junto à Avenida Nuno Álvares Pereira, na localidade de Lardosa.
Desde julho de 2022, esta interface é servida por uma das 21 carreiras de transporte rodoviário coletivo municipal da rede Mobicab operada pela Rodonorte Castelo Branco — a 102, que circula entre Casal da Serra e Castelo Branco (C. C. Transportes) 3-4 vezes por dia em cada sentido aos dias úteis.

### Infraestrutura
Esta interface apresenta duas vias de circulação, identificadas como I e III, com 446 e 527 m de extensão e acessíveis por plataforma de 150 m de comprimento e 685 mm de altura; existe ainda uma via secundária, identificada como III, com comprimento de 179 m que está apenas eletrificada num terço desta extensão, estando as restantes vias eletrificadas em toda a sua extensão. O edifício de passageiros situa-se do lado poente da via (lado esquerdo do sentido ascendente, para Guarda).

### Serviços
Em dados de 2023, esta interface é servida por comboios de passageiros da C.P. de tipo regional, com quatro circulações diárias em cada sentido entre Castelo Branco ou Entroncamento ou Lisboa - Santa Apolónia e Guarda ou Covilhã.

## História
Esta interface situa-se no troço entre as estações de Abrantes e Covilhã da Linha da Beira Baixa, que começou a ser construído nos finais de 1885, e entrou em exploração em 6 de Setembro de 1891, pela Companhia Real dos Caminhos de Ferro Portugueses. Para comemorar a abertura da linha, a Companhia Real organizou um comboio especial a preços reduzidos de Abrantes à Covilhã, que passou pela estação de Lardosa no dia 6.
Em 1988, a operadora Caminhos de Ferro Portugueses introduziu novos horários na Linha da Beira Baixa, suprimindo vários comboios que até então serviam a estação de Lardosa. Esta decisão foi criticada pelas populações locais, que organizaram várias manifestações, incluindo uma em 13 de Junho, durante a qual impediram durante cerca de duas horas a circulação de um comboio entre Lisboa-Santa Apolónia e a Guarda.

Em Janeiro de 2011, esta estação apresentava duas vias de circulação, ambas com 396 m de comprimento; as duas plataformas tinham correspondentemente 180 e 140 m de extensão, e 40 e 45 cm de altura — valores mais tarde ampliados para os atuais.
A Rede Ferroviária Nacional realizou obras de remodelação nesta estação, no âmbito de uma empreitada de modernização entre as Estações de Castelo Branco e Vale de Prazeres, tendo os trabalhos sido dados como concluídos em Abril de 2011.